# Gaston Albert Gohierre de Longchamps
Gaston Albert Gohierre de Longchamps (Alençon, 1 de março de 1842 – Paris, 9 de julho de 1906) foi um matemático francês.
Gohierre de Longchamps estudou na Escola Normal Superior de Paris a partir de 1863, e começou a lecionar a partir de 1866. Aposentou-se no Lycée Saint-Louis em 1897, e morreu em Paris em 9 de julho de 1906.
Foi membro de diversas sociedades científicas internacionais, e em 1892 foi cavaleiro da Ordem Nacional da Legião de Honra. Foi editor do periódico Journal de mathématiques élémentaires. O ponto de Longchamps de uma triângulo é denominado em sua memória, por seu estudo de 1886 que identificou este ponto.